# 黛比·迈耶
黛比·迈耶（英語：Debbie Meyer，1952年8月14日—），美国女子游泳运动员。她曾代表美国参加1968年夏季奥林匹克运动会游泳比赛，获得女子200米自由泳、女子400米自由泳和女子800米自由泳金牌。